# Port Elizabeth (Zuid-Afrika)

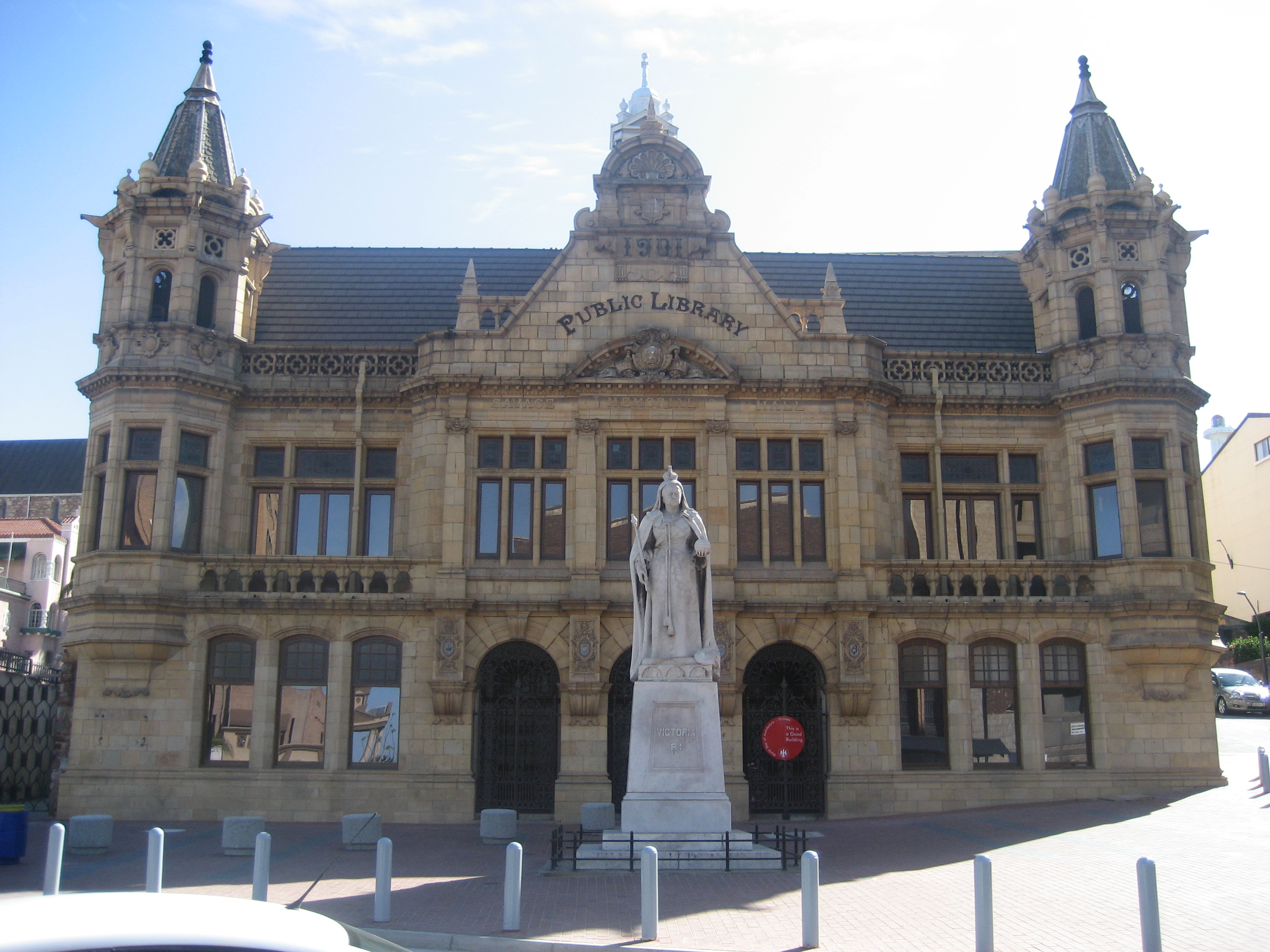
Bibliotheek in Port Elizabeth uit 1903 in Victoriaans-Gotische stijl

Port Elizabeth (kortweg: PE; in het Afrikaans plaatselijk ook wel Die Baai genoemd, wat vaak in het Engels vertaald wordt als The Bay en in het Xhosa als Ibhayi en Gqeberha) is een stad in Zuid-Afrika, in de provincie Oost-Kaap. Deze havenstad ligt aan de zuidkust van het land aan de Algoabaai op de scheiding van de Indische Oceaan en de Atlantische Oceaan. Port Elizabeth heeft de bijnaam 'the windy city' (Afrikaans: die winderige stad).
Sinds 2001 maakt Port Elizabeth samen met Uitenhage en andere vroegere gemeenten deel uit van de gemeente Nelson Mandelabaai. De stad telde in 2020 ongeveer 960.000 inwoners, waarmee het de zesde grootste stad van Zuid-Afrika is.
Sinds februari 2021 is de naam 'Gqeberha', van de Xhosa-naam van de township Walmer, door de Zuid-Afrikaanse regering geformaliseerd om de stad Port Elizabeth aan te duiden.

## Geschiedenis
Port Elizabeth is gesticht in 1820 door Rufane Donkin en er kwamen 4000 Britten wonen. De stad noemde hij later naar zijn vrouw Elizabeth (niet naar Elizabeth I, wat velen denken). Tijdens de Tweede Boerenoorlog werd in de stad een concentratiekamp voor Boeren (Afrikaanssprekenden) gebouwd, dat vandaag de dag nog te bezichtigen is.

## Transport
De stad heeft ook z'n eigen lokale vliegveld bijna uitsluitend voor binnenlandse vluchten. Men is al jaren bezig met plannen voor het internationaliseren van de luchthaven. Dit is echter nooit doorgebroken. Puur gebaseerd op binnenlandse vluchten naar bv. Kaapstad en Johannesburg, is het toch de vierde drukste luchthaven van het land.

## Subplaatsen
Het nationaal instituut voor de statistiek, Stats SA, deelt sinds de census 2011 deze hoofdplaats in in 125 zogenaamde subplaatsen (sub place), waarvan de grootste zijn:
Algoa Park • Bluewater Bay • Glenhaven • Gqebera • Greenbushes • Helenvale • Jarman • Kabega • Lorraine • Malabar • Newton Park • Port Elizabeth Central • Rowallan Park • Schauderville • Summerstrand • Sydenham • Walmer • Well Estate.

## Demografische gegevens
- Er wonen ongeveer 960.000 mensen.[1] De stad ligt in de gemeente Nelson Mandelabaai , waartoe ook de plaatsen Uitenhage en Despatch behoren.
- Hiervan is 26,2% jonger dan 15 jaar, 20,2% 15-24 jaar, 31,9% 25-44 jaar, 16,5% 45-64 jaar en 5,3% ouder dan 65 jaar.
- Hiervan zijn 89,4% christenen, 6,1% niet-religieus, 1,5% moslim, 0,4% joods en 0,3% zijn hindoe.
- Hiervan spreken 40% Afrikaans, 33% Engels en 22% Xhosa (Census 2011).[2]

## Stedenbanden
- Göteborg, (Zweden)

## Geboren
- John Kani (30 november 1942), acteur, filmregisseur en scenarioschrijver
- Rob Bolland (17 april 1955), Nederlands zanger, muziekproducent, componist
- Ferdi Bolland (5 augustus 1956), Nederlands zanger, muziekproducent, componist
- Elrio van Heerden (11 juli 1983), voetballer
- Kermit Erasmus (8 juli 1990), voetballer